# Zelking-Matzleinsdorf
Zelking-Matzleinsdorf est une commune autrichienne, qui se trouve en Basse Autriche, au nord de la capitale dans le District de Melk.
Sa population est d'environ 1 200 habitants. La plupart de la population (25 %) travaille dans l'agriculture. Le magasin le plus important à Zelking est le Starzer (prononciation autrichienne : staza), c'est une sorte de magasin d'alimentation qui vend de nombreux produits autrichiens. La source de revenus la plus connue et la plus importante reste le vin zelkingois, qui est très connu dans toute la région zelkingoise.
La commune a aussi sa propre école primaire avec environ 56 élèves qui se divisent en 4 classes différentes.

## Géographie
La montagne la plus haute est le Hiesberg avec 568 m.

## Histoire
Le château-fort de Zelking a été construit en 900 par les habitants de Zelking.
Au XVIIIe siècle, il y eut un grand incendie à Zelking dans lequel presque toutes les maisons de la commune furent victimes des flammes.